# باران (فیلم هندی ۲۰۰۵)
باران (به هندی: Barsaat) فیلمی است محصول سال ۲۰۰۵ و به کارگردانی سونیل دارشان است. در این فیلم بازیگرانی همچون بابی دئول، پریانکا چوپرا، بیپاشا باسو، شاکتی کاپور، فریده جلال، شارات ساکسنا، سوپریا پیلگانکار، ماهش تاکور و دلناز ایرانی ایفای نقش کرده‌اند.